# Brdo (Chorwacja)
Brdo (wł. Collato) – wieś w Chorwacji, w żupanii istryjskiej, w mieście Buje. W 2011 roku liczyła 13 mieszkańców.